# Liste des attaques du Front Polisario contre le mur des Sables
Guerre du Sahara occidental
Batailles
Le mur des Sables au Sahara occidental a été attaqué ou franchi de nombreuses fois par le Front Polisario.

## 1980
- Combats à Ras-el-Khanfra de septembre 1980 à février 1981 pour empêcher la construction du mur.

## 1981
- Le Polisario franchit le mur pour lancer une attaque dans la région de Smara le 20 avril 1981.

## 1982

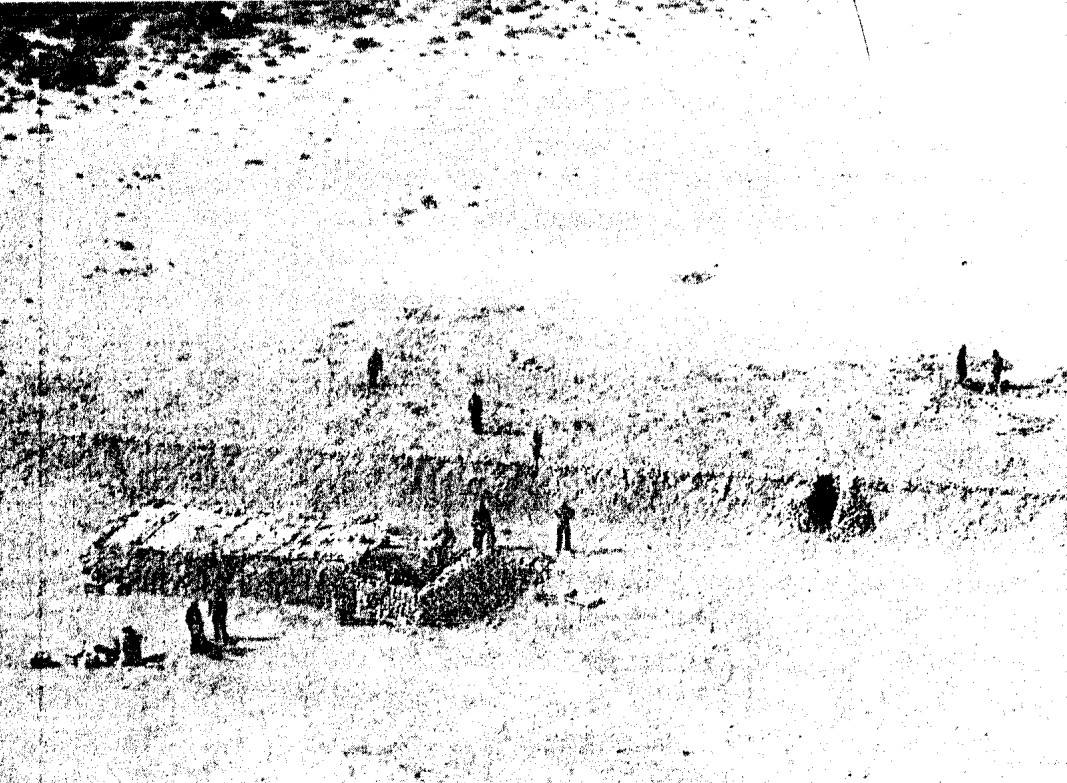
Le mur près de Boukraa en mars 1982.

- Le Polisario attaque le mur  entre Tarfaya et Ras el-Khanfra le 8 janvier 1982.
- Après cette attaque, le Polisario observe une trêve de six mois qui sera rompue par une série d'attaques près de Smara les 3, 15, 19 et 22 juillet, toutes repoussées[1].

## 1983
- Le 26 janvier voit, selon les communiqués du Polisario, une hausse du nombre des attaques contre le mur, avec une vingtaine de bombardement à l'arme lourde de positions marocaines dans le triangle Laâyoune-Smara-Boukraa[L 1]
- Mi-juillet 1983, le Polisario attaque Smara (derrière le mur) et d'autres points fortifiés entre Smara et Zag, avec plus de 1 500 hommes et 500 véhicules mais déplore de lourdes pertes[L 2].
- En septembre 1983, le Polisario relance une attaque près de Smara[L 3].
- En octobre 1983, le Maroc contre-attaque, lançant l'offensive entre Smara et Tifariti et l'offensive de Ain-Lahchich.

## 1984
- En juin et juillet 1984, le Polisario cherche à empêcher la construction du 5e mur qui protège Dakhla[L 4].
- Le 13 octobre 1984 a lieu la bataille de Z'Moul Niran.
- Le 25 novembre 1984 le Polisario attaque dans le secteur de Haouza.

## 1985
- Le 12 janvier 1985, le Polisario perce le mur près de Mahbès.

## 1986

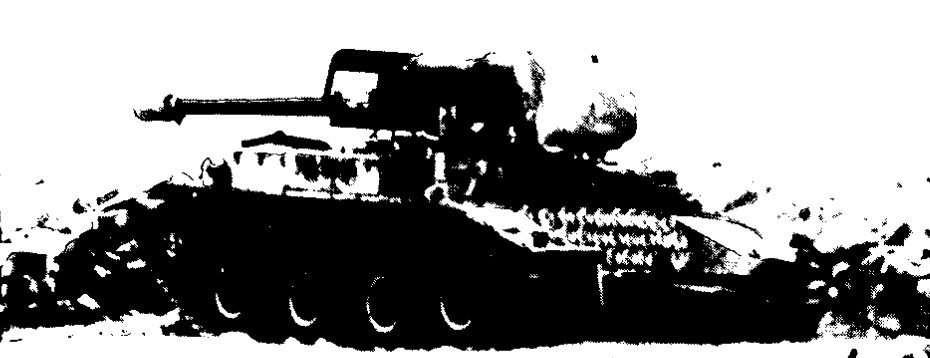
Un M56 Scorpion marocain en position sur le mur vers 1986.

- Le 22 mars 1986, le mur est percé par le Polisario dans la zone de Sueiah, au sud de Mahbès[L 5].
- Le 10 octobre, le Polisario attaque à Tsibilirat, tuant 17 soldats marocains[2].
- Pendant le reste de l'année, le Polisario harcèle le mur avec des tirs d'artillerie ou de mortiers. L'armée royale riposte également avec son artillerie, une sortie marocaine de l'autre côté du mur risquant d'être prise en embuscade[L 5].

## 1987
- Le 17 février, le Polisario attaque dans le sous-secteur de Bir Anzarane. Les soldats marocains sont surpris dans leur sommeil et leur commandant sera arrêté à la suite de l'attaque[L 6].
- Le 23 février, le Polisario lance une attaque majeure dans le sous-secteur de Gueltat Zemmour. Cette attaque convainc les responsables marocains de déplacer leurs unités d'intervention vers le sud pour contrer les tentatives sahraouies d'empêcher la construction du 6e mur[L 6].
- Le 25 février, le Polisario attaque deux postes marocains dans la région de Farsia avec succès.
- Il attaque à nouveau au même endroit, sans effet de surprise les 6 et 8 mars[3].
- Le 11 mars, attaque sahraouie dans le sous-secteut d'El Gharb[L 7].
- Le 17 mars dans le sous-secteur d'Aousserd[L 7].
- Le 8 avril dans le djebel Labriga[L 7].
- Le 26 avril dans le sous-secteur de Gueltat Zemmour[L 7].
- Le 29 avril dans le sous-secteur de Tichla[L 7].
- Le 8 mai le Front Polisario attaque dans le sous-secteur de Farsia (en), pour « saluer » l'anniversaire de la fondation du mouvement (10 mai 1973)[4].
- Le 30 mai dans le sous-secteur de Gueltat Zemmour[L 7].
- Le 8 juillet, le Polisario attaque le sous-secteur de Tichla avec succès.
- Le 13 juillet, le Polisario lance une attaque à Houfrett-Ichiaff, dans le sous-secteur de Oum Dreyga. Il revendique la destruction de six chars SK-105 et de douze autres véhicules, ainsi que la capture d'une importante quantité de matériel dont une trentaine de missiles M47 Dragon et un autre SK-105[5].
- Le 21 août dans le sous-secteur d'Aousserd[L 7].
- Le 9 septembre à Achergan dans le sous-secteur de Gueltat Zemmour[L 7].
- Entre le 17 et le 19 novembre 1987, le Polisario attaque à Farsia et Oum Dreyga (en).
- Le 20 décembre dans le sous-secteur d'Haouza[L 7].

## 1988
- Le 30 janvier 1988, le Polisario attaque le secteur d'Oum Dreyga[L 8].
- Durant le mois d'août, le Polisario lance une série d'attaques[L 9].
- Le 18 août, le Polisario attaque au sud de Haouza[L 10].
- Le Polisario attaque Oum Dreyga avec succès le 16 septembre 1988[L 10].

## 1989
- Le 22 juin, le Maroc rapporte que la garnison du sous-secteur d'Amgala a repoussé l'incursion d'une trentaine de combattants du Polisario venus de Mauritanie[L 11].
- Fin septembre, le Polisario capture un poste d'observation marocain dans la région de Dahlou[L 12].
- Le Polisario attaque à Gueltat Zemmour le 7 octobre 1989.
- Le mur est également attaqué près de Haouza le 11 octobre.
- Le Polisario lance une attaque massive sur Amgala le 8 novembre.

### Sources bibliographiques
1. ↑  Verniot, p. 655.
2. ↑  Ali, p. 160.
3. ↑  Ali, p. 161.
4. ↑  Ali, p. 162.
5. 1 2  Fuente & Mariño, p. 111.
6. 1 2  Fuente & Mariño, p. 113.
7. 1 2 3 4 5 6 7 8 9  Fuente & Mariño, p. 112.
8. ↑  Fuente & Mariño, p. 116.
9. ↑  Seddon 1989, p. 135.
10. 1 2  Fuente & Mariño, p. 117.
11. ↑  Fuente & Mariño, p. 122.
12. ↑  Seddon 1989, p. 140.